# Voyou (chanteur)
Pour les articles homonymes, voir Voyou.
Thibaud Vanhooland, dit Voyou, est un chanteur français, né en octobre 1989 à Lille.

## Biographie

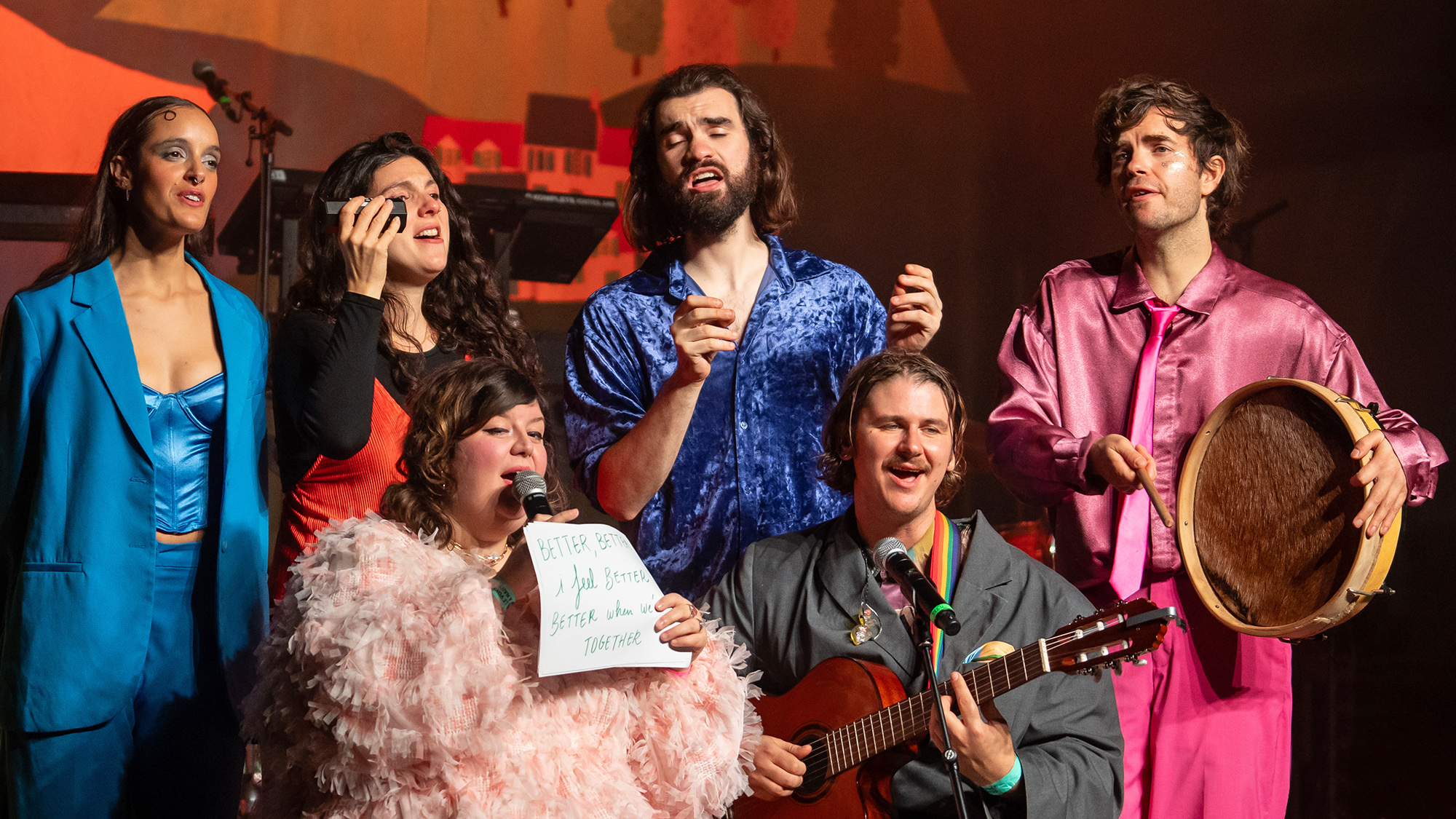
Voyou avec son groupe et November Ultra à Nantes, 2024.

Thibaud Vanhooland naît à Lille et apprend très tôt la musique avec son père, professeur de musique. Il entre au conservatoire dès l’âge de 4 ans en cours de trompette.
Après la séparation de ses parents, il passe son adolescence à Nantes. Il participe d'abord à plusieurs groupes nantais, dont Elephanz, Rhum For Pauline et Pégase, en tant que bassiste et commence ensuite à écrire ses chansons en français pour devenir auteur, compositeur et interprète sous le pseudonyme de Voyov, vite devenu Voyou.
Il chante parfois en duo avec des artistes aux styles variés comme Vanessa Paradis ou November Ultra.
Il se produit en 2024 au Printemps de Bourges dans le cadre d'un hommage collectif à Françoise Hardy, aux côtés d'artistes tels que Sage, Clara Luciani ou encore Zaho de Sagazan.
Il a lancé deux albums en carrière, Les bruits de la ville et Les royaumes minuscules en plus d'une panoplie d'EP.
En février 2025, il sort un album de reprises d'Henri Salvador, pour la plupart des titres méconnus du chanteur guyanais : Henri Salvador est un voyou.

## Discographie

### Singles
- 2017 : Seul sur ton tandem
- 2018 : Papillon
- 2018 : Les bruits de la ville (feat. Yelle)
- 2019 : Les trois loubards
- 2019 : Il neige
- 2019 : Le confort
- 2020 : Les humains
- 2020 : Carnaval
- 2021 : Mue
- 2023 : L'hiver
- 2023 : Soleil Soleil (feat. November Ultra)
- 2023 : D'amour et d'insouciance
- 2023 : Enfin
- 2024 : Le Bal (feat. Vanessa Paradis)
- 2025 : Syracuse

### Participation
- 2021 : GRACINHA de Manu Gavassi, duo sur le titre Eu nunca fui tão sozinha assim
- 2021 : Unmixtape de Saint DX, duo sur le titre Intro (feat. Voyou)
- 2022 : postcards (the playlist) d'Oscar Anton, duo sur le titre si rose
- 2023 : Dance'O'Drome de Yuksek, trio sur le titre Hypra-Sensorial avec Páula
- 2023 : L'Extraordinarium de Dionysos, duo sur le titre Vampire en pyjama